# Карбуча
Карбуча (фр. Carbuccia) је насељено место у Француској у региону Корзика, у департману Јужна Корзика.
По подацима из 2011. године у општини је живело 339 становника, а густина насељености је износила 23,62 становника/km².

## Демографија
| 1962. | 1968. | 1975. | 1982. | 1990. | 2011. |
| ----- | ----- | ----- | ----- | ----- | ----- |
| 212   | 223   | 199   | 180   | 182   | 339   |